# Hello
Hello là một lời chào trong tiếng Anh. Nó hình thành lần đầu tiên bằng văn bản từ năm 1826.

## Lịch sử
Hello, với cách đánh vần đó, đã được sử dụng trong các ấn phẩm ở Hoa Kỳ ngay từ phiên bản ngày 18 tháng 10 năm 1826 của Công cụ chuyển phát nhanh của Norwich, Connecticut. Một cách sử dụng sớm khác là một cuốn sách Mỹ năm 1833 có tên The Sketches and Eccentricities of Col. David Crockett, ở Tây Tennessee, được in lại cùng năm đó trong Công báo văn học Luân Đôn. Từ này được sử dụng rộng rãi trong văn học vào những năm 1860.

## Từ nguyên
Theo Từ điển tiếng Anh Oxford, hello là một sự thay đổi của hallo, hollo, xuất phát từ tiếng Đức cổ "halâ, holâ, mệnh lệnh nhấn mạnh của halôn, holôn, được sử dụng đặc biệt là trong việc ca ngợi một người lái đò."  Nó cũng kết nối sự phát triển của hello ảnh hưởng của một hình thức trước đó, Holla, mà nguồn gốc là ở Hola của Pháp (khoảng, 'whoa đó!', Từ is Pháp 'có'). Ngoài chào, halloo, hallo, hollo, hullo và hillo (hiếm) cũng tồn tại dưới dạng các biến thể hoặc các từ liên quan, từ này có thể được đánh vần bằng cách sử dụng bất kỳ trong số năm nguyên âm.